# San Benito (Kolumbia)
San Benito – miasto w Kolumbii, w departamencie Santander.